# Danny Elfman
Daniel Robert "Danny" Elfman, född 29 maj 1953 i Los Angeles i Kalifornien, är en amerikansk kompositör och musiker.

## Filmmusik
Elfman komponerar filmmusik och hans musik utgör en viktig del av Tim Burtons filmskapande, vilket inkluderar filmerna Corpse Bride, Edward Scissorhands och Batman, för att bara nämna några. Han medverkar även som sångare i filmerna Corpse Bride (Som Bone Jangle) och i The Nightmare Before Christmas (som Jack Skellingtons sångröst). Han har även komponerat musik till andras filmer, bland annat Mission: Impossible och Men in Black, samt komponerat signaturmelodin till den animerade serien The Simpsons. Han har Oscarnominerats fyra gånger men aldrig vunnit.

## Rockband
Vid sidan av filmmusiken har Elfman medverkat i ett från början New Wave- och senare rockband, Oingo Boingo, som gjorde signaturmelodin till filmen Drömtjejen (Weird Science). De gjorde även en låt som medverkade i den mer moderna filmen "Pyjamaspartyt". Oingo Boingo blev aldrig särskilt känt men har dock trogna fans än idag.
I Oingo Boingos "företrädare", "The Mystic Knights of the Oingo Boingo", där Danny Elfmans bror Richard Elfman var mannen som höll i trådarna, spelade Danny en stor roll som både sångare och skådespelare. De medverkade i programmet "The Gong Show". Med deras "underhållningsband" gjordes också en film, The Forbidden Zone. Det är en väldigt ouppmärksammad lågbudgetfilm som handlar om den sjätte dimensionen. Filmen är ganska vulgär och med en rätt osammanhängande handling. Dock är filmen en musikal och innehåller några bra låtar. En av låtarna som sjungs av Danny Elfman är en cover på Cab Calloways låt Minnie the Moocher. Danny Elfman spelar en förhållandevis sexuell djävul som vill ha den nakna prinsessan som sin partner.

## Privatliv
Danny Elfman är gift med skådespelerskan Bridget Fonda. Paret har en son tillsammans. Elfman har två döttrar i tidigare äktenskap med Geri Eisenmenger.

## Filmkompositioner (i urval)
- 1985 – Drömtjejen
- 1988 – Beetlejuice
- 1988 – Midnight Run
- 1988 – I full galopp
- 1988 – Spökenas hämnd
- 1989–2014 – Simpsons (TV-serie)
- 1989–1996 – Röster från andra sidan graven (TV-serie)
- 1989 – Ghostbusters 2
- 1989 – Batman
- 1990 – Dick Tracy
- 1990 – Darkman
- 1990 – Edward Scissorhands
- 1992 – Batman - Återkomsten
- 1993 – Sommersby
- 1993 – The Nightmare Before Christmas
- 1994 – Black Beauty
- 1995 – Dolores Claiborne
- 1995 – Till varje pris
- 1996 – Mission: Impossible
- 1996 – The Frighteners
- 1996 – Bakom stängda dörrar
- 1996 – Mars Attacks!
- 1997 – Men in Black
- 1997 – Flubber
- 1997 – Will Hunting
- 1998 – En enkel plan
- 1998 – Psycho (musikproducent)
- 1998 – A Civil Action
- 1999 – Sleepy Hollow
- 2000 – Proof of Life
- 2000 – En andra chans
- 2001 – Spy Kids
- 2001 – Apornas planet
- 2002 – Spider-Man
- 2002 – Men in Black II
- 2002 – Röd drake
- 2002 – Chicago
- 2003 – Hulk
- 2003 – Big Fish
- 2004 – Fable (dataspel)
- 2004 – Spider-Man 2
- 2004 och 2007 - Desperate Housewives (TV-serie; två avsnitt)
- 2005 – Kalle och chokladfabriken
- 2005 – Corpse Bride
- 2006 – Nacho Libre
- 2006 – Min vän Charlotte
- 2007 – Spider-Man 3
- 2007 – Familjen Robinson
- 2007 – The Kingdom
- 2008 – Wanted
- 2008 – Hellboy II: The Golden Army
- 2008 – Milk
- 2009 – 9
- 2010 – Alice i Underlandet
- 2011 – Real Steel
- 2012 – Dark Shadows
- 2012 – Men in Black III
- 2012 – Du gör mig galen!
- 2012 – Frankenweenie
- 2012 – Hitchcock
- 2012 – Promised Land
- 2013 – Oz: The Great and Powerful
- 2013 – Epic - Skogens hemliga rike
- 2013 – Dallas Buyers Club
- 2013 – American Hustle
- 2014 – Herr Peabody & Sherman
- 2014 – Big Eyes
- 2015 – Fifty Shades of Grey
- 2016 – Alice i Spegellandet
- 2017 – Fifty Shades Darker
- 2017 – Tulpanfeber
- 2017 – Justice League
- 2018 – Fifty Shades Freed
- 2018 – Grinchen
- 2019 – Dumbo
- 2019 – Men in Black: International
- 2020 – Dolittle
- 2021 – Kvinnan i fönstret
- 2022 – Doctor Strange in the Multiverse of Madness